# 仲野顺也
仲野顺也（1971年2月28日－）是一位日本电子游戏作曲家，於1995年至2009年受雇于史克威尔艾尼克斯，知名于为《晶莹之露》谱曲，以及合作为《最终幻想X》谱曲。他还为《圣剑传说4》和任天堂DS版《最终幻想IV》重编乐曲。仲野还曾与朋友兼同事滨涡正志合作为数个游戏谱曲。
在他三岁开始接触音乐时，父母教他弹奏电子琴。在职业学校学习作曲与编曲后，仲野曾于1991年至1994年间就职于科乐美，在这里他为数个街机游戏谱曲。仲野以其氛围风格，以及作曲的打击乐、音色与节奏而著称。

## 简介
仲野顺也出生于日本京都。其父母在三岁时让他接触音乐，并通过山叶音乐基金会教他电子琴；他们还鼓励他参加一些铜管乐队。在玩过1979年街机游戏《月球营救》后，他开始对电子游戏产生兴趣，继而开始喜欢芯片音乐。通过不断收听广播，他开始于1985年使用NEC PC-9801谱写MIDI音乐。1987年，为进入游戏音乐产业，他开始在职业学校学习作曲与编曲。在毕业之后，他于1991年加入科乐美的神户分部，在之后三年多间，他与多人合作为8款街机游戏作曲。因想创作更多原创原声，并希望能独立创作音乐，仲野在1994年完成《Golfing Greats 2》的配乐后离开了科乐美。
仲野与1995年加入史克威尔（今史克威尔艾尼克斯）。他为1996年游戏《前线任务 枪之危机》创作了四首曲目，该游戏其他作曲家还有植松伸夫、光田康典和滨涡正志。他第一个独立完成的作品是同年Satellaview的《世界财宝》。1996年，仲野和史克威尔的几位作曲家为格斗游戏《Tobal No. 1》谱曲；他创作了三首曲目。滨涡和仲野在完成《前线任务 枪之危机》和《Tobal No. 1》后成为了朋友，并在之后合作为数个游戏作曲。1997年，仲野担任《前线任务 抉择》配乐的合成程序师。仲野为冒险游戏《异色回忆》作曲，而只给了他两个月的完成期限。随后他又为1999年作品《晶莹之露》配乐，并获得了世界认可。
自为《晶莹之露》配乐后，仲野不再独自作曲，而是在几个大型项目中合作谱曲。2001年，仲野和滨涡协助植松为获得好评的《最终幻想X》创作配乐，并根据其能力创作和植松风格不同的音乐；仲野创作了20首曲目。游戏中由他创作的曲目《Guadosalam》重编为钢琴曲，并收录于2002年专辑《钢琴辑 最终幻想X》。继《最终幻想X》后，仲野合作为阿斯米艾斯娱乐的飞行模拟游戏《Lethal Skies Elite Pilot: Team SW》（2001）和《SideWinder V》（2003）创作原声。作为植松伸夫短暂子公司Square Sounds的成员，若其他项目不忙，Square Sounds成员可为其他公司创作音乐，因而仲野得以为这些非史克威尔公司配乐。
回到史克威尔后，他于2004年开始和滨涡与二重唱Wavelink Zeal合作，为游戏《武藏传II Samurai Legend》创作音乐。2006年，仲野与多位作曲家合作为Xbox 360游戏《仙女计划》创作音乐，其中他创作了7首乐曲。同年晚些时候，他为《圣剑传说4》创作了4首曲目。他还在植松伸夫的监督下，为任天堂DS重制版《最终幻想IV》重编了原版的半数音乐；并为2008年后传《最终幻想IV The After -月之归还-》谱写原声。2009年12月31日，仲野确认他已离开史克威尔艾尼克斯，并加入他以前导师与合作者竹之内裕治的VGM声音创作者联盟。

## 音乐风格与所受影响
仲野以创作氛围音乐与打击乐、音色和节奏元素而知名。据RocketBaby.net网站的采访，仲野在1995年前的作曲聚焦于乐器音调音响效果，之后他逐渐将注意力转向研究对整体音乐重要的和声与旋律。在加入史克威尔后，他开始注重节奏与音色，如他在《前线任务 枪之危机》、《世界财宝》和《Toabel No. 1》中的创作。《世界财宝》中的音乐使用了多种不同的风格，如氛围、爵士和西班牙音乐；曲目获得了“成熟”与“弱拍”的描述。对于《最终幻想X》，仲野负责大多数的氛围风格作曲，曲目带有打击乐器、音色和节奏特征。仲野在原声音乐的内页文字中称，他想创作配合他多年游戏音乐经验，有“朝气和活力感觉”的音乐。
当初次进入音乐领域时，他受到参与铜管乐队和电子琴音乐的影响；然而，他想不出影响他的具体音乐家。仲野举出他最钦佩的史克威尔艾尼克斯同事滨涡，并对他创作的音乐特别感兴趣。当问及植松以及对他作品的影响时，仲野回应称，“他是一个非常年轻和活跃的人，但他并没有影响我的作品”。

## 唱片
| 电子游戏 | 电子游戏                          | 电子游戏   | 电子游戏                       |
| 年份     | 作品                              | 创作身份   | 合作者                         |
| -------- | --------------------------------- | ---------- | ------------------------------ |
| 1992     | Asterix                           | 作曲/重编  | 泉陆奥彦和山根美智留           |
| 1992     | X-Men                             | 作曲       | 深见诚一、竹之内裕治和桥本彩子 |
| 1992     | Hexion                            | 作曲/重编  | 竹之内裕治和宫胁聪子           |
| 1993     | Martial Champion                  | 作曲       | DeepSleep Sugisawa             |
| 1993     | Mystic Warriors                   | 作曲/重编  | 竹之内裕治                     |
| 1993     | Polygonet Commanders              | 作曲/重编  | 竹之内裕治                     |
| 1994     | Golfing Greats 2                  | 作曲/重编  | 竹之内裕治                     |
| 1996     | Front Mission: Gun Hazard         | 作曲/重编  | 植松伸夫、光田康典和滨涡正志   |
| 1996     | Treasure Conflix                  | 作曲/重编  |                                |
| 1996     | Tobal No. 1                       | 作曲       | 多人                           |
| 1997     | Front Mission Alternative         | 合成器编程 |                                |
| 1998     | Another Mind                      | 作曲/重编  |                                |
| 1999     | Threads of Fate                   | 作曲/重编  |                                |
| 2001     | 最终幻想X                         | 作曲/重编  | 植松伸夫和滨涡正志             |
| 2001     | Lethal Skies Elite Pilot: Team SW | 作曲/重编  |                                |
| 2003     | SideWinder V                      | 作曲/重编  |                                |
| 2005     | 武藏传II Blade Master             | 作曲/重编  | 滨涡正志、岩井隆之和岩井由紀   |
| 2006     | 仙女计划                          | 作曲/重编  | 数人                           |
| 2006     | 圣剑传说4                         | 重编       | 野田博郷                       |
| 2007     | 最终幻想IV（任天堂DS）            | 重编       | 福井健一郎                     |
| 2008     | 最终幻想IV The After -月之归还-   | 作曲       |                                |
| 2009     | 最终幻想XIII                      | 重编       | 山崎良、铃木光人和田部井亨     |
| 其他作品 |                                   |            |                                |
| 年份     | 作品                              | 创作身份   | 合作者                         |
| 2009     | Music for Art                     | 作曲       | 多人                           |